# خوفوخعف الأول
خوفوخعف الأول (يُقرأ أيضًا باسم خوفوي خعف الأول ) كان أميرًا مصريًا ووزيرًا من الأسرة الرابعة.

## عائلة
كان خوفوخعف نجل الفرعون خوفو، الأخ غير الشقيق للفرعون جدف رع والأخ الشقيق للفرعون خفرع والأمير مين خعف. ربما كانت والدته الملكة حنوت سن؛ يقع هرم الأخير بجوار قبر مصطبة. سميت زوجته نفرتكاو الثانية ودفنت معه في الجيزة.

## حياة
شغل منصب وزير، ربما في نهاية عهد خوفو أو في عهد شقيقه خفرع.

## قبر

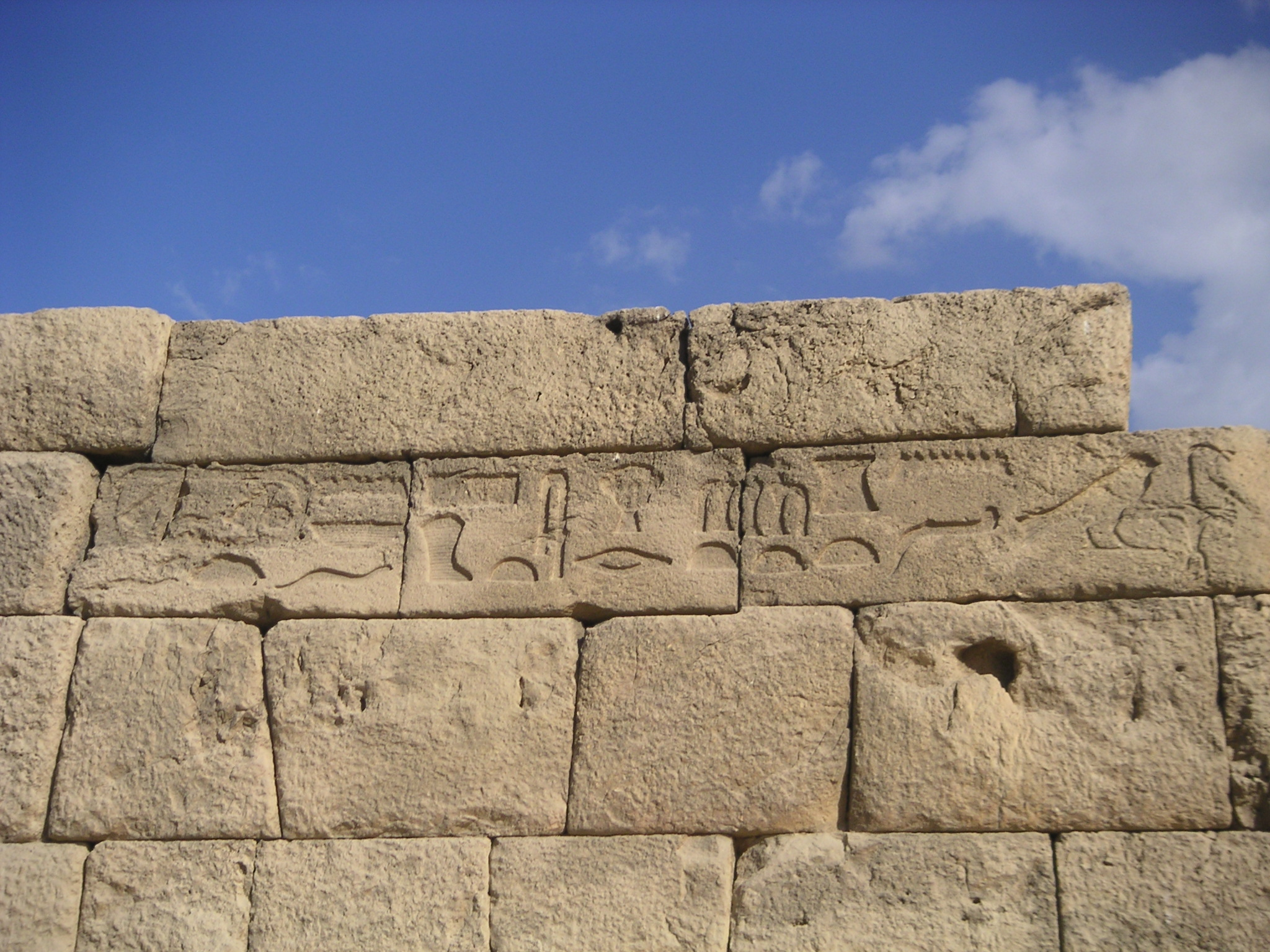
تفاصيل النقش الموجود على السطح الخارجي لمصطبة الخوفوخعف.

كان لخوفوخعف مقبرة مزدوجة بالجيزة (مقبرة G 7130-7140) في الحقل الشرقي وهو جزء من مقبرة الجيزة. تنسب المقبرة G 7130 إلى زوجة خوفوخعف، نفرتكاو. تنسب مقبرة 7140G لأمير خوفوخعف نفسه. تم تصوير خوفوخعف مع الملكة حنوت سن في قاعة المصطبة. كما تم ذكر العديد من الأبناء. يظهر ابن اسمه ويتكا (ويسمى أيضًا توكا) في مصلى المقبرة. كما تم تصوير ابن آخر يدعى إيوينكا (أو إيون كا) في ذات المصلى. يُمنح إيونكا لقب ابن الملك في القبر. ولدى خوفوخعف ابنة.

## الألقاب
كان خوفوخعف الأول، جزءًا من أعلى المستويات الإدارية وتم ترقيته إلى الوزارة على الأرجح في عهد شقيقه خفرع. كانت هذه المرتبة، وهي الأعلى في ذلك الوقت، محجوزة بدقة لعائلة الفرعون المقربة خلال الأسرة الرابعة.
العناوين الرئيسية:
| اللقب                  | ترجمة اللقب                                                            | التسلسل في قائمة جونز |
| ---------------------- | ---------------------------------------------------------------------- | --------------------- |
| iry-pˁt                | الأمير الوراثي / نبيل، "حارس النبلاء"                                  | 1157                  |
| ˁḏ-mr dp               | محافظ / مسؤول حدود دب ( بوتو )                                         | 1348                  |
| wḏ-mdw n ḥry(w)-wḏb(w) | معطي الأوامر للمسؤولين عن استمرارية (القرابين)                         | 1500                  |
| mdw ḥp                 | راعي أبيس                                                              | 1699                  |
| ḥm Bȝw Nḫn             | خادم أرواح نخين / هيراكونبوليس                                         | 1877                  |
| ḥm-nṯr ḥr ḳȝ-ˁ         | كاهن حورس مرفوع الذراع                                                 | 2075                  |
| ḥm-nṯr ḫwfw            | كاهن خوفو                                                              | 2087                  |
| ḥrỉ-wḏb m ḥwt-ˁnḫ      | سيد السخاء / المسؤول عن استمرارية ترداد (القرابين) في بيت (قصر) الحياة | 2215                  |
| ḫrp ˁḥ                 | مدير القصر.                                                            | 2579                  |
| zȝ nswt                | ابن الملك                                                              | 2911                  |
| zȝ nswt n ẖt.f         | ابن الملك من جسده                                                      | 2912                  |
| smr wˁty               | السمير الأوحد.                                                         | 3268                  |
| tȝyty zȝb ty           | المستور (من خلف الستار)، رئيس القضاة، الوزير                           | 3706                  |
| wr di.w pr ḏḥwty       | أعظم الخمسة في معبد تحوت                                               | 1471                  |

ترجمة وفهارس من ديلوين جونز.